# Council of Australian Humanist Societies
Le Council of Australian Humanist Societies (ACSS) est l'organisation nationale regroupant les associations humanistes  australiennes. Elle est affiliée à l'Union Internationale Humaniste et Éthique (IHEU). Le symbole officiel de l'ACSS (et de toutes les organisations membres) est l'Humain Heureux.

## Statut juridique
L'agence nationale australienne recense les humanistes dans la catégorie Sans Religion. 16% d'Australiens relèvent de cette catégorie (qui comprend les autres non-théismes : athéisme, agnosticisme et rationalisme).

## Sources
- Bureau australien des Statistiques, Recensement de 1996 Dictionnaire - catégorie Religion
- Bureau australien des Statistiques, Dictionnaire du Recensement de 2001 - catégorie religion